# 帕尔斯
帕尔斯，是西班牙加泰罗尼亚赫罗纳省的一个市镇。总面积26平方公里，总人口2046人（2001年），人口密度79人/平方公里。